# アニソン!プレミアム!
『アニソン!プレミアム!』（ANIME SONG PREMIUM）は、NHK BSプレミアムを中心に不定期的に放送されているアニメソング系の音楽番組のシリーズ。
この記事では本番組のスピンオフとして、NHK-FMにて放送されているラジオ番組『アニソンプレミアムRADIO』についても記載する。

## 概要
2018年に年末特番として同年に活躍したアニメソング系アーティストを一堂に会し、同年11月25日に片柳アリーナで行われた公開収録ライブとスタジオ収録によるトークコーナーを織り交ぜた特別番組『アニソン!プレミアム!2018』を放送。その後同番組と「Animelo Summer Live」「KING SUPER LIVE」といった過去のアニメソングライブ特番の反響とアニソン人気の高まりによるアニソン専門番組の必要性を受けて、2019年4月7日よりBSプレミアムでレギュラー放送を開始。NHKのテレビでアニメソングを専門とするレギュラー番組が放送されるのは、この番組が初であった。ただし毎週放送するのではなく、1クール毎に4回ずつ放送するという不定期的な放送だった。
レギュラー放送の主な内容は、毎回4、5組ほどのアニメソング系の歌手や声優が出演してのライブ歌唱を中心に、出演者のトークコーナーやアニソンの情報コーナーなどだった（詳細は下記の『主なコーナー』を参照）。
2020年5月度後半の2回は、新型コロナウイルス感染拡大及び改正・新型インフルエンザ等対策特別措置法に基づく緊急事態宣言の発令に伴いリモート収録による進行を行った。
レギュラー放送は2021年2月28日の放送をもって終了となったが、番組内のアナウンスやTwitterでは今後の再開の可能性を示唆しており、その後、同年6月27日放送の『アニソン!プレミアム!ラブライブ!SP』を皮切りに地上波テレビを中心に不定期特番として放送されている。

## 放送時間
特番
- アニソン!プレミアム!2018
  - 2018年12月29日 22:30 - 翌2:30
    - 再放送：2019年12月15日 1:15 - 5:45（14日深夜）

  - BS4K：2018年12月31日 12:00 - 16:00
- アニソン!プレミアム!Pre!：2019年3月31日 0:45 - 1:45（30日深夜）
- 夏の生放送実験SP!
  - 2019年6月2日 23:20 - 23:50
  - 再放送：2019年6月23日 1:15 - 1:45（22日深夜）
- 夏の生放送SP!：2019年6月29日 18:00 - 21:00
- アニソン!プレミアム! presents 豪華祭典!アニメロサマーライブ2019：2019年12月1日・8日・15日 22:50 - 翌0:50
- アニソン!プレミアム!Fes.：2019年12月29日 23:00 - 翌1:59
  - BS4K：2019年12月22日 19:00 - 21:59
- アニサマ2019 放送直前SP[注 3]：総合テレビ
  - 2019年12月1日 0:35 - 1:05（11月30日深夜）
  - 再放送：2019年12月6日 2:10 - 2:40（5日深夜）
- E+：Eテレ 2021年1月31日 15:30 - 16:30
- ラブライブ!SP
  - 総合テレビ 2021年6月28日 0:40 - 1:25（27日深夜）
  - E+：Eテレ 2021年8月11日 22:00 - 22:55
  - 再放送：Eテレ 2021年12月18日・25日 17:35 - 18:00
- ウマ娘×競馬SP：総合テレビ
  - 2022年3月21日 0:30 - 1:20（20日深夜）
  - 再放送：2022年5月1日 14:05 - 14:55[注 4]

レギュラー放送
- BSプレミアム：2019年4月7日 - 2021年2月28日[注 5] 日曜 22:50 - 23:20

## 出演者

### パーソナリティー
特番
- アニソン!プレミアム!2018
  - 公開収録ステージ：藤崎弘士（NHKアナウンサー）、宮崎あずさ（NHK徳島アナウンサー、当時）
  - スタジオトーク：足立梨花、西山宏太朗
- 夏の生放送実験SP：アニプレ!Stars☆（大西亜玖璃（進行）・相良茉優（つぶやき集計システム）・高柳知葉（ナレーション・タイムキーパー））、オーイシマサヨシ
- 夏の生放送SP：オーイシマサヨシ、宮崎あずさ
- アニソン!プレミアム!Fes.2019
  - 公開放送ステージ：鈴村健一、宮崎あずさ
  - スタジオトーク：OxT
- ラブライブ!SP：宮田俊哉（Kis-My-Ft2）、岡田圭右（ますだおかだ）
- ウマ娘×競馬SP：オーイシマサヨシ、高橋茂雄（サバンナ）

レギュラー時代
月替りで男性声優またはアニメソング系歌手が担当した。
- 2019年度
  - 4月期：鈴村健一
  - 7月期：オーイシマサヨシ
  - 10・11月期：下野紘
  - 3月期：寺島拓篤
- 2020年度
  - 5月期：岡本信彦
  - 7・8月期：森久保祥太郎
  - 11月期：オーイシマサヨシ
  - 2月期：岡本信彦

### アシスタント（アニプレ!Stars☆）
レギュラー時代に若手女性声優の5人を起用。「アニプレ!Stars☆」のユニット名が用いられ、オープニング曲も担当。1クールにつき1名がスタジオ出演、残りのメンバーが週替わりのナレーターを務めた。なお「アニプレ!Stars☆」の5人は、2019年10月に声優ユニット「Prima Porta」としても活動することが発表されており、後述のテーマソングは同ユニットのデビューシングル「CALL&GOAL!」Prima Porta盤のカップリングに収録されている。
- 内田秀
- 大西亜玖璃
- 相良茉優
- 首藤志奈
- 高柳知葉

## 主題歌
レギュラー時代
- ☆（きらりん）トリルで始まっちゃう!
  - 歌：アニプレ!Stars☆（内田秀・大西亜玖璃・相良茉優・首藤志奈・高柳知葉） / コーラス：オーイシマサヨシ
  - 作詞：畑亜貴 / 作曲：大石昌良[注 6]・上松範康（Elements Garden） / 編曲：藤永龍太郎（Elements Garden） / 振付：石川ゆみ

## 主なコーナー
レギュラー放送
- アニソンメドレー

毎回2 - 3組ほどのアニソン系の歌手や声優が最新のアニソンを1曲ずつ披露する。また番組のエンディングでは、このコーナーに出演した歌手・声優のライブ後の短いメッセージを放送した。
- ゲストパート（Live&Talk）

毎回2組ほどのアニソン系の歌手や声優をゲストに迎え独自取材によるキーワードをテーマにインタビューを行い、最後にそのゲストが主に最新曲を1、2曲歌唱する。またレギュラー放送時のクール毎の最終週では、そのクールの司会者による歌唱も行われた。
- ANI-BUZZ

アニソン関連の最新情報を紹介するコーナー。週替わりの番組アシスタント声優のナレーションで、直近に開催または映像ソフトが発売された最新のコンサート・イベント映像を中心とした話題を毎回1-2本ほど紹介し、紹介アーティスト本人からのコメントも合わせて放送した。2020年7月の放送をもってこのコーナーは終了し、ゲストパートの拡大に充てられた。
生放送スペシャル
- イメージ調査

Twitterで番組ハッシュタグ「#アニソンプレミアム」と歌手別ハッシュタグ「#○○（歌手名）のイメージ」の付いたツイート、もしくは番組ウェブサイト内のメッセージフォームに寄せられたゲスト歌手のイメージに関するメッセージを取り上げた。

## 放送内容

### 特番

#### アニソン!プレミアム!2018
| 出演者                 | 歌唱曲                               | タイアップ作品                             |
| ---------------------- | ------------------------------------ | ------------------------------------------ |
| May'n                  | You                                  | 魔法使いの嫁                               |
| 鈴木みのり             | FEELING AROUND                       | ラーメン大好き小泉さん                     |
| Machico                | コレカラ                             | りゅうおうのおしごと!                      |
| 早見沙織               | Jewelry                              | カードキャプターさくら クリアカード編      |
| やなぎなぎ             | 未明の君と薄明の魔法                 | 色づく世界の明日から                       |
| 中島愛                 | 知らない気持ち                       | かくりよの宿飯                             |
| 黒崎真音               | décadence -デカダンス-               | されど罪人は竜と踊る                       |
| 井口裕香               | UNLOCK                               | Lostorage conflated WIXOSS                 |
| TRUE                   | Another colony                       | 転生したらスライムだった件                 |
| 水瀬いのり             | TRUST IN ETERNITY                    | ゲシュタルト・オーディン                   |
| 早見沙織               | 新しい朝                             | 劇場版 はいからさんが通る 後編             |
| Aqours                 | 君のこころは輝いてるかい?            | ラブライブ!サンシャイン!!                  |
| Machico                | TOMORROW                             | この素晴らしい世界に祝福を!2               |
| Machico                | fantastic dreamer                    | この素晴らしい世界に祝福を!                |
| 黒崎真音               | Gravitation                          | とある魔術の禁書目録Ⅲ                      |
| 井口裕香               | 革命前夜                             | とある魔術の禁書目録Ⅲ                      |
| 黒崎真音×井口裕香      | PSI-missing                          | とある魔術の禁書目録                       |
| CYaRon!                | 元気全開DAY! DAY! DAY!               | ラブライブ!サンシャイン!!                  |
| 水樹奈々 feat.宮野真守 | 結界                                 | 陰陽師本格幻想RPG                          |
| 大原ゆい子             | 言わないけどね。                     | からかい上手の高木さん                     |
| 亜咲花                 | SHINY DAYS                           | ゆるキャン△                                |
| ASCA                   | 凛                                   | グランクレスト戦記                         |
| YURiKA                 | ふたりの羽根                         | はねバド!                                  |
| 上坂すみれ             | POP TEAM EPIC                        | ポプテピピック                             |
| May'n                  | Chase the world                      | アクセル・ワールド                         |
| 水瀬いのり             | Starry Wish                          | ViVid Strike!                              |
| 鈴木みのり             | Crosswalk                            | あまんちゅ!〜あどばんす〜                  |
| 中島愛                 | サタデー・ナイト・クエスチョン       | ネト充のススメ                             |
| A応P                   | 愛がなくちゃ戦えない                 | Cutie Honey Universe                       |
| A応P                   | 全力バタンキュー                     | おそ松さん                                 |
| 早見沙織×鈴木みのり    | CLEAR                                | カードキャプターさくら クリアカード編      |
| やなぎなぎ             | 春擬き                               | やはり俺の青春ラブコメはまちがっている。続 |
| オーイシマサヨシ       | ようこそジャパリパークへ             | けものフレンズ                             |
| オーイシマサヨシ       | 君じゃなきゃダメみたい               | 月刊少女野崎くん                           |
| オーイシマサヨシ       | オトモダチフィルム                   | 多田くんは恋をしない                       |
| TRUE                   | Sincerely                            | ヴァイオレット・エヴァーガーデン           |
| Cafe Parade            | DRIVE A LIVE                         | アイドルマスター SideM                     |
| Cafe Parade            | Cafe Parade!                         | アイドルマスター SideM                     |
| FRAME                  | 勇敢なるキミへ                       | アイドルマスター SideM                     |
| Cafe Parade×Frame      | Beyond The Dream                     | アイドルマスター SideM                     |
| fripSide               | Love with You                        | 寄宿学校のジュリエット                     |
| 森口博子               | ETERNAL WIND〜ほほえみは光る風の中〜 | 機動戦士ガンダムF91                        |
| 森口博子               | 水の星へ愛をこめて                   | 機動戦士Ζガンダム                          |
| 宮野真守               | Exciting                             |                                            |
| 水樹奈々               | NEVER SURRENDER                      | 魔法少女リリカルなのは Detonation          |
| GRANRODEO              | BEASTFUL                             | バキ                                       |
| GRANRODEO              | Can Do                               | 黒子のバスケ                               |
| 出演者全員             | 蛍の光（井上俊次編曲）               |                                            |

- この他水樹奈々・宮野真守と、三嶋章夫・井上俊次の対談を放送。

#### アニソン!プレミアム!Pre!
| 放送内容                                                                            | 出演者                 | 歌唱曲                         | タイアップ作品                             |
| ----------------------------------------------------------------------------------- | ---------------------- | ------------------------------ | ------------------------------------------ |
| ラノベ原作作品と劇場版アニメから4曲                                                 | Machico                | TOMORROW                       | この素晴らしい世界に祝福を!2               |
| ラノベ原作作品と劇場版アニメから4曲                                                 | 黒崎真音               | Gravitation                    | とある魔術の禁書目録III                    |
| ラノベ原作作品と劇場版アニメから4曲                                                 | 井口裕香               | 革命前夜                       | とある魔術の禁書目録III                    |
| ラノベ原作作品と劇場版アニメから4曲                                                 | 早見沙織               | 新しい朝                       | 劇場版『はいからさんが通る』後編           |
| 新進気鋭 4人のアニソンアーティスト                                                  | 大原ゆい子             | 言わないけどね。               | からかい上手の高木さん                     |
| 新進気鋭 4人のアニソンアーティスト                                                  | 亜咲花                 | SHINY DAYS                     | ゆるキャン△                                |
| 新進気鋭 4人のアニソンアーティスト                                                  | ASCA                   | 凛                             | グランクレスト戦記                         |
| 新進気鋭 4人のアニソンアーティスト                                                  | YURiKA                 | ふたりの羽根                   | はねバド!                                  |
| Aqours・アイドルマスター SideMのステージ                                            | Aqours                 | 君のこころは輝いてるかい?      | ラブライブ!サンシャイン!!                  |
| Aqours・アイドルマスター SideMのステージ                                            | CYaRon!                | 元気全開DAY! DAY! DAY!         | ラブライブ!サンシャイン!!                  |
| Aqours・アイドルマスター SideMのステージ                                            | Cafe Parade×Frame      | Beyond The Dream               | アイドルマスター SideM                     |
| 水樹奈々×宮野真守スペシャル対談未公開トーク（前編）                                 | 宮野真守               | Exciting                       |                                            |
| 水樹奈々×宮野真守スペシャル対談未公開トーク（前編）                                 | 水樹奈々               | NEVER SURRENDER                | 魔法少女リリカルなのは Detonation          |
| 海外でも人気のアニソンアーティスト3組!                                              | May'n                  | Chase the world                | アクセル・ワールド                         |
| 海外でも人気のアニソンアーティスト3組!                                              | 水瀬いのり             | Starry Wish                    | ViVid Strike!                              |
| 海外でも人気のアニソンアーティスト3組!                                              | 中島愛                 | サタデー・ナイト・クエスチョン | ネト充のススメ                             |
| 2018年!!話題のアニソン4曲!!                                                         | 上坂すみれ             | POP TEAM EPIC                  | ポプテピピック                             |
| 2018年!!話題のアニソン4曲!!                                                         | 鈴木みのり             | Crosswalk                      | あまんちゅ!〜あどばんす〜                  |
| 2018年!!話題のアニソン4曲!!                                                         | A応P                   | 愛がなくちゃ戦えない           | Cutie Honey Universe                       |
| 2018年!!話題のアニソン4曲!!                                                         | fripSide               | Love with You                  | 寄宿学校のジュリエット                     |
| 水樹奈々×宮野真守スペシャル対談未公開トーク（後編） アニソン!プレミアム!で夢の共演! | 水樹奈々 feat.宮野真守 | 結界                           | 陰陽師本格幻想RPG                          |
| 水樹奈々×宮野真守スペシャル対談未公開トーク（後編） アニソン!プレミアム!で夢の共演! | 黒崎真音×井口裕香      | PSI-missing                    | とある魔術の禁書目録                       |
| 水樹奈々×宮野真守スペシャル対談未公開トーク（後編） アニソン!プレミアム!で夢の共演! | 早見沙織×鈴木みのり    | CLEAR                          | カードキャプターさくら クリアカード編      |
| アニソンメーカー3組のパフォーマンス!                                                | やなぎなぎ             | 春擬き                         | やはり俺の青春ラブコメはまちがっている。続 |
| アニソンメーカー3組のパフォーマンス!                                                | オーイシマサヨシ       | オトモダチフィルム             | 多田くんは恋をしない                       |
| アニソンメーカー3組のパフォーマンス!                                                | TRUE                   | Sincerely                      | ヴァイオレット・エヴァーガーデン           |
| アニソン界を支える2組のパフォーマンス!                                              | 森口博子               | 水の星へ愛をこめて             | 機動戦士Ζガンダム                          |
| アニソン界を支える2組のパフォーマンス!                                              | GRANRODEO              | Can Do                         | 黒子のバスケ                               |

- レギュラー化に先立ち、上記の第1回特番のダイジェストを中心に4月度の司会を務める鈴村健一のインタビューやアシスタント声優の紹介等を挿入し再編集したプレ番組『アニソン!プレミアム!Pre!』が2019年3月31日に放送された。
- 「鈴村健一インタビューパート」「水樹奈々×宮野真守スペシャル対談未公開トーク」「番組アシスタント声優・主題歌紹介」「レギュラー第1回スタジオ収録舞台裏レポート」を放送。

#### 夏の生放送実験SP!
| 出演者   | 歌唱曲 | タイアップ作品 |
| -------- | ------ | -------------- |
| スフィア |        |                |

- 2019年6月2日には、『夏の生放送スペシャル』にて番組公式Twitterハッシュタグ「#アニソンプレミアム」を用いた番組内で利用されるつぶやきリアルタイム集計システムの試験運用を兼ねた特別番組『夏の生放送実験SP!』を放送。
- 『Twitter募集メッセージテーマトーク』として、「スフィアのイメージ」「スフィアの思い出」「これからのスフィア」について放送。

#### 夏の生放送SP!
| 出演者                   | 歌唱曲                            | タイアップ作品                                                 |
| ------------------------ | --------------------------------- | -------------------------------------------------------------- |
| 鈴木このみ               | This game                         | ノーゲーム・ノーライフ                                         |
| 鈴木このみ               | 歌えばそこに君がいるから          | LOST SONG                                                      |
| 鈴木このみ               | 真理の鏡、剣乃ように              | この世の果てで恋を唄う少女YU-NO                                |
| A応P                     | それゆけ!恋ゴコロ                 | 超可動ガール1/6                                                |
| A応P                     | 全力バタンキュー                  | おそ松さん                                                     |
| 大原ゆい子               | 言わないけどね。                  | からかい上手の高木さん                                         |
| 大原ゆい子               | ゼロセンチメートル                | からかい上手の高木さん2                                        |
| ASCA                     | 凛                                | グランクレスト戦記                                             |
| ASCA                     | RESISTER                          | ソードアート・オンライン アリシゼーション                      |
| 大橋彩香                 | ダイスキ。                        | 可愛ければ変態でも好きになってくれますか?                      |
| 大橋彩香                 | YES!!                             | さばげぶっ!                                                    |
| KOTOKO                   | Re-sublimity                      | 神無月の巫女                                                   |
| KOTOKO                   | being                             | 灼眼のシャナ                                                   |
| KOTOKO                   | ハヤテのごとく!                   | ハヤテのごとく!                                                |
| KOTOKO                   | さくらんぼキッス 〜爆発だも〜ん〜 | カラフルキッス 〜12コの胸キュン!〜                             |
| KOTOKO                   | Princess Bride!                   | Princess Bride                                                 |
| KOTOKO                   | Light My Fire                     | 灼眼のシャナ                                                   |
| KOTOKO                   | →unfinished→                      | アクセル・ワールド                                             |
| Linked Horizon・石川由依 | 13の冬                            | 進撃の巨人                                                     |
| 藍井エイル               | アイリス                          | ソードアート・オンライン アリシゼーション                      |
| 藍井エイル               | 流星                              | ソードアート・オンライン オルタナティブ ガンゲイル・オンライン |
| 藍井エイル               | 月を追う真夜中                    | グランベルム                                                   |
| LiSA                     | 紅蓮華                            | 鬼滅の刃                                                       |
| LiSA                     | ADAMAS                            | ソードアート・オンライン アリシゼーション                      |
| オーイシマサヨシ         | 春夏秋冬☆Blooming!                | A3!                                                            |
| オーイシマサヨシ         | 沼                                | 臨死!!江古田ちゃん                                             |
| OxT                      | Clattanoia                        | オーバーロード                                                 |
| OxT                      | ゴールデンアフタースクール        | ダイヤのA actⅡ                                                 |
| OxT                      | UNION                             | SSSS.GRIDMAN                                                   |
| GRANRODEO                | move on! イバラミチ               | 最遊記RELOAD BLAST                                             |
| GRANRODEO                | FAB LOVE                          |                                                                |
| GRANRODEO                | セツナの愛                        | 文豪ストレイドッグス                                           |

- 2019年6月29日には3時間の生放送特番『夏の生放送スペシャル!』を放送。
- トークゲストとして、上松範康とAqours（伊波杏樹、高槻かなこ、鈴木愛奈）が出演。

#### ANI-BUZZスペシャル ランティス祭り特集
| 回                               | 出演者                                             | 歌唱曲                                              | タイアップ作品                                                   |
| -------------------------------- | -------------------------------------------------- | --------------------------------------------------- | ---------------------------------------------------------------- |
| 前編                             | 茅原実里                                           | Paradise Lost                                       | 喰霊-零-                                                         |
| 前編                             | ZAQ                                                | Sparkling Daydream                                  | 中二病でも恋がしたい!）                                          |
| 前編                             | 石田燿子                                           | INFINITY〜〜あの日を越えて                          | エミル・クロニクル・オンライン                                   |
| 前編                             | ALI PROJECT                                        | 聖少女領域                                          | ローゼンメイデン・トロイメント                                   |
| 前編                             | せな・りえ・みき・かな・ななせ from AIKATSU☆STARS! | We are STARS!!!!!                                   | アイカツ!フォトonステージ!!                                      |
| 前編                             | ラックライフ                                       | 名前を呼ぶよ                                        | 文豪ストレイドッグス                                             |
| 前編                             | 佐咲紗花                                           | Grand symphony                                      | ガールズ&パンツァー最終章                                        |
| 前編                             | ChouCho                                            | piece of youth                                      | ガールズ&パンツァー劇場版                                        |
| 前編                             | 渕上舞                                             | Fly High Myway!                                     |                                                                  |
| 前編                             | ChouCho×佐咲紗花×渕上舞                            | DreamRiser                                          | ガールズ&パンツァー                                              |
| 前編                             | 結城アイラ                                         | Violet Snow                                         | ヴァイオレット・エヴァーガーデン                                 |
| 前編                             | TRUE                                               | Sincerely                                           | ヴァイオレット・エヴァーガーデン                                 |
| 前編                             | TRUE                                               | DREAM SOLISTER                                      | 響け!ユーフォニアム                                              |
| 前編                             | Aqours                                             | Brithtest Melody                                    | ラブライブ!サンシャイン!! The School Idol Movie Over the Rainbow |
| 後編                             |                                                    |                                                     |                                                                  |
| Aqours                           | Jump up HIGH!!                                     |                                                     |                                                                  |
| 鈴村健一                         | My Life Summer Life                                |                                                     |                                                                  |
| 畑亜貴                           | 毀レ世カイ終ワレ                                   | ビッグオーダー                                      |                                                                  |
| GRANRODEO                        | セツナの愛                                         | 文豪ストレイドッグス                                |                                                                  |
| 虹ヶ咲学園スクールアイドル同好会 | TOKIMEKI Runners                                   | ラブライブ! スクールアイドルフェスティバルALL STARS |                                                                  |
| SCREEN mode                      | 極限Dreamer                                        |                                                     |                                                                  |
| ワガママMIRROR HEART             | 政宗くんのリベンジ                                 |                                                     |                                                                  |
| 田所あずさ                       | リトルソルジャー                                   | 転生したらスライムだった件                          |                                                                  |
| LAZY                             | Wandering Soul                                     |                                                     |                                                                  |
| スフィア                         | 鋼のVicteress with JAM Project                     |                                                     |                                                                  |
| JAM Project×OLDCODEX             | THE HERO!!〜怒れる拳に火をつけろ〜                 | ワンパンマン                                        |                                                                  |
| JAM Project                      | Tread on the Tiger's Tail                          | スーパーロボット大戦T                               |                                                                  |
| エンディング：1日目出演者全員    | STARTING STYLE!!                                   |                                                     |                                                                  |

- 9月1日・8日には『ANI-BUZZスペシャル』として「ランティス祭り2019」の模様を放送。前編は1日目のダイジェスト、後編は影山ヒロノブへの密着を中心に2・3日目のダイジェストを取り上げた。ナレーションは大西亜玖璃（前編）と相良茉優（後編）。
  - 前編では、『サテライトステージの魅力』として、「ZAQインタビュー」「DJ KG×YORKE. ANISONG×Live Paintingステージ」「影山ヒロノブ・YORKE.インタビュー」「ステージパフォーマンス（Julio、未来への咆哮、Rage On）」を放送した。
  - 後編では、サテライトステージでの影山ヒロノブインタビューと、『bayfm Starting STYLE!!〜Countdown to Lantis festival〜』の公開収録を放送。インタビュー前半ではきただにひろし、遠藤正明、TRUE、ZAQが、インタビュー後半では井上俊次、高崎晃が出演。

#### 未公開トークSP
| 回 | 放送内容                 | 出演者                 | 歌唱曲       | タイアップ作品                           |
| -- | ------------------------ | ---------------------- | ------------ | ---------------------------------------- |
| 1  | 4月期未公開トーク        | LiSA                   |              |                                          |
| 1  | 4月期未公開トーク        | OxT                    |              |                                          |
| 1  | 4月期未公開トーク        | JAM Project            |              |                                          |
| 1  | 7月期未公開トーク        | どうぶつビスケッツ×PPP |              |                                          |
| 1  | 7月期未公開トーク        | i☆Ris                  |              |                                          |
| 1  | 7月期未公開トーク        | 鈴木みのり             |              |                                          |
| 1  | 7月期未公開トーク        | 井口裕香               |              |                                          |
| 2  | 7月期未公開トーク        | 内田真礼               |              |                                          |
| 2  | 10・11月期未公開トーク   | SCREEN mode            |              |                                          |
| 2  | 10・11月期未公開トーク   | 中島愛                 |              |                                          |
| 2  | 10・11月期未公開トーク   | 戸松遥                 |              |                                          |
| 2  | 10・11月期未公開トーク   | 小倉唯                 |              |                                          |
| 2  | 藍井エイルスタジオライブ | 藍井エイル             | MEMORIA      | Fate/Zero                                |
| 2  | 藍井エイルスタジオライブ | 藍井エイル             | 星が降るユメ | Fate/Grand Order-絶対魔獣戦線バビロニア- |

- 10月20日・11月17日には過去のゲストトークの未公開シーンを中心に取り上げた。ナレーションは高柳知葉。
  - 1では、ANI-BUZZ 宮野真守「MAMORU MIYANO ASIA LIVE TOUR 2019〜BLAZING〜」@横浜アリーナを放送。
  - 2では、ANI-BUZZ Animelo Summer Live 2019 -STORY- 本編先行公開と、藍井エイル大トリ密着ドキュメントを放送。

#### アニサマ2019放送直前SP
| 放送内容                                   | 出演者                                                 | 歌唱曲                      |
| ------------------------------------------ | ------------------------------------------------------ | --------------------------- |
| アニソン界の大人気アーティスト             | Aqours                                                 | 僕らの走ってきた道は・・・  |
| アニソン界の大人気アーティスト             | けものフレンズ×i☆RiSphere                              | ようこそジャパリパークへ    |
| アニソン界の大人気アーティスト             | 藍井エイル                                             | 月を追う真夜中              |
| アニソン界の大人気アーティスト             | スフィア                                               | LET・ME・DO!!               |
| アニソン界の大人気アーティスト             | TRUE                                                   | Blast!                      |
| アニソン界の大人気アーティスト             | オーイシマサヨシ                                       | 楽園都市                    |
| アニソン界の大人気アーティスト             | 三森すずこ                                             | 会いたいよ・・・会いたいよ! |
| アニソン界の大人気アーティスト             | 氷川きよし                                             | 限界突破×サバイバー         |
| アニソン界の大人気アーティスト             | 鈴木雅之                                               | ラブ・ドラマティック        |
| アニソン界の大人気アーティスト             | 茅原実里                                               | エイミー                    |
| アニソン界の大人気アーティスト             | JAM Project                                            | HERO                        |
| アニソン界の大人気アーティスト             | 逢田梨香子                                             | ORDINARY LOVE               |
| キャラクターと声優がリンクする人気ユニット | アイドルマスターSideM                                  | DRIVE A LIVE                |
| キャラクターと声優がリンクする人気ユニット | アニメロサマープリンセスfromプリンセスコネクト!Re:Dive | Connecting Happy            |
| キャラクターと声優がリンクする人気ユニット | スタァライト九九組                                     | Star Divine                 |
| キャラクターと声優がリンクする人気ユニット | 虹ヶ咲学園スクールアイドル同好会                       | TOKIMEKI Runners            |
| キャラクターと声優がリンクする人気ユニット | Poppin'Party                                           | キズナミュージック♪         |
| キャラクターと声優がリンクする人気ユニット | アイドルマスターSideM                                  | PRIDE STAR                  |
| アニサマだけの豪華コラボレーション         | 茅原実里×TRUE                                          | Paradise Lost               |
| アニサマだけの豪華コラボレーション         | 奥井雅美×栗林みな実                                    | 輪舞-revolution             |
| アニサマだけの豪華コラボレーション         | OxT×内田雄馬                                           | Hands                       |
| アニサマだけの豪華コラボレーション         | 小倉唯×内田真礼                                        | ハム太郎とっとこうた        |
| アニサマだけの豪華コラボレーション         | 藍井エイル×蒼井翔太                                    | Preserved Roses             |

- 太字はバックステージコメント付き。
- 放課後ティータイム独占密着映像（「GO! GO! MANIAC」）を放送。

#### アニソン!プレミアム!Fes.2019
| 出演者                    | 歌唱曲                                                         |
| ------------------------- | -------------------------------------------------------------- |
| OxT                       | UNION                                                          |
| 茅原実里                  | Paradise Lost                                                  |
| ASCA                      | RESISTER                                                       |
| angela                    | Shangri-La                                                     |
| 亜咲花                    | SHINY DAYS                                                     |
| 内田彩                    | Right way                                                      |
| MYTH&ROID                 | TIT FOR TAT                                                    |
| ReoNA                     | SWEET HURT                                                     |
| May'n                     | graphite/diamond                                               |
| スタァライト九九組        | 約束タワー                                                     |
| スタァライト九九組        | Star Diamond                                                   |
| Machico                   | fantastic dreamer                                              |
| Machico                   | TOMORROW                                                       |
| Machico                   | 1ミリ Symphony                                                 |
| 内田彩                    | Sign                                                           |
| 茅原実里                  | エイミー                                                       |
| angela                    | シドニア                                                       |
| angela                    | THE BEYOND                                                     |
| angela                    | 全力☆Summer!                                                   |
| fripSide（スタジオ別録）  | only my railgun                                                |
| fripSide（スタジオ別録）  | black bullet                                                   |
| fripSide（スタジオ別録）  | killing bites                                                  |
| fripSide（スタジオ別録）  | Love with You                                                  |
| 早見沙織                  | Statice                                                        |
| やなぎなぎ                | over and over                                                  |
| やなぎなぎ&早見沙織       | 春擬き                                                         |
| アニプレ!Stars☆           | ☆トリルで始まっちゃう!                                         |
| 三森すずこ                | チャンス!                                                      |
| 斉藤朱夏（スタジオ別録）  | パパパ                                                         |
| GRANRODEO（スタジオ別録） | セツナの愛                                                     |
| GRANRODEO（スタジオ別録） | 変幻自在のマジカルスター                                       |
| May'n                     | ダイアモンド クレバス                                          |
| 五條真由美                | DANZEN!ふたりはプリキュア                                      |
| Aqours（スタジオ別録）    | 未体験HORIZON                                                  |
| 宮野真守（スタジオ別録）  | アンコール                                                     |
| 宮野真守（スタジオ別録）  | LAST DANCE                                                     |
| ReoNA                     | forget-me-not                                                  |
| ASCA                      | 雲雀                                                           |
| 亜咲花                    | 神の数式                                                       |
| 鈴村健一                  | シロイカラス                                                   |
| 鈴村健一                  | HIDE-AND-SEEK                                                  |
| 水樹奈々（スタジオ別録）  | Synchrogazer                                                   |
| 水樹奈々（スタジオ別録）  | FINAL COMMANDER                                                |
| OxT                       | Go EXCEED!!                                                    |
| MYTH&ROID                 | PANTA RHEI                                                     |
| オーイシマサヨシ          | 楽園都市                                                       |
| どうぶつビスケッツ×PPP    | 乗ってけ!ジャパリビート                                        |
| どうぶつビスケッツ×PPP    | け・も・の・だ・も・の                                         |
| どうぶつビスケッツ×PPP    | ようこそジャパリパークへ（終盤に内田彩・オーイシマサヨシ登壇） |
| LiSA                      | unlasting                                                      |
| LiSA                      | 紅蓮華                                                         |

- 2019年12月22日には3時間の年末特番として「Fes.2019」を放送、2018年年末特番同様にNHKホールでの公開放送パートとスタジオパートを織り交ぜた構成とした。
- 「スタァライト九九組・Machico」「内田彩・茅原実里」「早見沙織・やなぎなぎ」「オーイシマサヨシ・三森すずこ・アニプレ!Stars☆」「五條真由美・早見沙織・佐藤日向・三森すずこ」「ReoNa・ASCA・亜咲花」「オーイシマサヨシ・MYTH&ROID・内田彩・どうぶつビスケッツ×PPP（相羽あいな・尾崎由香）」とLiSAは、インタビューを放送。
- 斉藤朱夏は、スタジオトークに登場。

#### E+
| 放送内容                                                        | 出演者         | 歌唱曲                 | タイアップ作品             |
| --------------------------------------------------------------- | -------------- | ---------------------- | -------------------------- |
| LiSAゲストパート・未公開トーク （2019年4月・2020年11月放送分）  | LiSA           | 紅蓮華                 | 鬼滅の刃                   |
| LiSAゲストパート・未公開トーク （2019年4月・2020年11月放送分）  | LiSA           | 炎                     | 劇場版 鬼滅の刃 無限列車編 |
| Bang Dream!ゲストパート・未公開トーク （2020年5月・11月放送分） | Poppin'Party   | イニシャル             |                            |
| Bang Dream!ゲストパート・未公開トーク （2020年5月・11月放送分） | Poppin'Party   | キズナミュージック♪    |                            |
| Bang Dream!ゲストパート・未公開トーク （2020年5月・11月放送分） | Roselia        | Determination Symphony |                            |
| Bang Dream!ゲストパート・未公開トーク （2020年5月・11月放送分） | Roselia        | FIRE BIRD              |                            |
| Bang Dream!ゲストパート・未公開トーク （2020年5月・11月放送分） | RAISE A SUILEN | Sacred World           |                            |
| Bang Dream!ゲストパート・未公開トーク （2020年5月・11月放送分） | RAISE A SUILEN | EXPOSE 'Burn out!!!'   |                            |

- 2021年1月31日にはEテレにて特別編『E+（イープラス）』を放送。
  - LiSAと「BanG Dream!」シリーズ3組のゲストパート映像を中心に未公開シーンを交えた総集編とした。
  - ナレーターは佐倉綾音が担当。
  - 『SONGS OF TOKYO Festival 2020』のPoppin'Party・Roselia・RAISE A SUILEN「夢を打ち抜く瞬間に!」を放送。

#### ラブライブ!SP
| 回  | 回 | 出演者                           | 歌唱曲            |
| --- | -- | -------------------------------- | ----------------- |
| SP  | E+ | Aqours                           | 未熟DREAMER       |
| SP  | E+ | 虹ヶ咲学園スクールアイドル同好会 | 虹色Passions!     |
| SP  | E+ | 虹ヶ咲学園スクールアイドル同好会 | NEO SKY, NEO MAP! |
| SP  | E+ | Liella!                          | 始まりは君の空    |
| N/A | E+ | Liella!                          | 私のSymphony      |

- 2021年6月28日には総合テレビにて7月からのEテレ新アニメ『ラブライブ!スーパースター!!』の関連特番として『ラブライブ!SP』を放送。
  - テレビ番組では初めて『ラブライブ!』シリーズ全4作の主演声優がゲスト出演しシリーズの歴史や魅力をスタジオトークで紐解くとともにμ's除く3組が歌唱、司会にはラブライバー[注 8]の宮田俊哉とアニメに疎い岡田圭右を据え初心者にも分かりやすい構成とした。
  - ナレーターは第1作『ラブライブ!』にて絢瀬亜里沙役を演じた佐倉綾音[6]、また番組アンバサダーをμ's高坂穂乃果役の新田恵海が担当しオープニング・エンディングのナレーションを担当。
  - トークパートでは、μ's（三森すずこ、飯田里穂、徳井青空）、Aqours（伊波杏樹、鈴木愛奈、降幡愛）、虹ヶ咲学園スクールアイドル同好会（大西亜玖璃、相良茉優、久保田未夢、田中ちえ美）、Liella!（全員）が登場。
- 8月11日には10分の新規シーンを追加した『ラブライブ!SP E+』を放送。
  - 追加トークでは、「Aqours 初顔合わせ会議」「Liella!に教えてあげたいラブライブ!あるある」について放送。

#### ウマ娘×競馬SP
| 出演者 | 歌唱曲            |
| ------ | ----------------- |
| ウマ娘 | Make debut!       |
| ウマ娘 | うまぴょい伝説    |
| ウマ娘 | We are DREAMERS!! |

- 2022年3月21日には『ウマ娘×競馬SP』を放送[7]。
  - 『ウマ娘 プリティーダービー』出演声優8名（和氣あず未、Machico、高柳知葉、髙橋ミナミ、田所あずさ、佐伯伊織、大空直美、野口瑠璃子）と競馬関係者として藤井康生（元NHKアナウンサー[注 9]）・鈴木康弘（日本調教師会名誉会長）・武豊（JRA騎手）[注 10]の3名がゲスト出演し『NHK競馬中継』を中心とした競馬映像と共に作品やモデルとなった競走馬の魅力を特集する。
- 競争馬の魅力として、「迫力のレース」「個性的な競走馬たち」「感動ストーリー」が挙げられた。
  - 「迫力のレース」では、サイレンススズカ（第49回毎日王冠）、スペシャルウィーク（第65回日本ダービー）、ゴールドシップ（第72回皐月賞）、シンボリルドルフ（第45回菊花賞）、サクラチヨノオー（第55回日本ダービー）、エルコンドルパサー（第78回凱旋門賞（画像のみ））が紹介された。
  - 「個性的な競走馬たち」では、オグリキャップ（第17回秋風ジュニア）、タマモクロス（第98回天皇賞 秋）、キングヘイロー（第30回高松宮記念）、ハルウララ（2004年YSダービージョッキー特別）が紹介された。
  - 「感動ストーリー」では、トウカイテイオー（第58回日本ダービー、第105回天皇賞 春、第38回有馬記念）とオグリキャップ（第35回有馬記念、武豊インタビュー）が紹介された。
- ナレーターはメジロマックイーン役を担当した大西沙織。

## 関連番組

### アニソンプレミアムRADIO
『アニソン!プレミアム』のスピンオフ番組としてNHK-FMにて放送されているラジオ番組で、メインパーソナリティはテレビ版でも担当したオーイシマサヨシが務め、声優やアーティストをゲストに迎え、話題となっているアニメ作品を楽曲という切り口でひも解く。
2023年12月30日と2024年5月5日、8月12日にパイロット版として3度の特番を放送。2024年10月期からは、通常『アニソン・アカデミー』が放送されている土曜14時 - 16時枠にて、毎月最終週に月1回レギュラー放送を開始。レギュラー放送は2025年3月で終了し、以降は特番で不定期放送となる。

#### 放送時間（RADIO）
特番
- 第1回：2023年12月30日 22:00 - 翌31日1:00
- 第2回：2024年5月5日 14:00 - 16:00
- 第3回：2024年8月12日 14:00 - 16:00
- 第4回：2025年5月4日 13:00 - 16:00

レギュラー放送
- 毎月最終土曜日 14:00 - 16:00（2024年10月26日 - 2025年3月29日）
  - 特番編成が組まれる場合は別の日に振り替えて放送、または休止となる場合がある。

#### 放送内容（RADIO）
| 放送回 | 放送日          | 主に取り上げる作品        | サブMC   | ゲスト | 内容・備考 |
| ------ | --------------- | ------------------------- | -------- | --- | --- |
| SP1    | 2023年 12月30日 | アイマス×ラブライブ!SP    | 松井玲奈 | 小宮有紗、絵森彩、大橋彩香、関根瞳（以上スタジオ出演） キタニタツヤ、10-FEET、小野賢章（以上コメント出演） | 日本の音楽シーンの代名詞となったアニメソングの魅力を紹介するコンセプトで『アイドルマスター』シリーズと『ラブライブ!』シリーズのコラボ特集や、『アイドリッシュセブン』の特集などを展開した。 |
| SP2    | 2024年 5月5日   | ウマ娘 プリティーダービー | 足立梨花 | 高野麻里佳、矢野妃菜喜、藤本侑里                                                                           | テレビアニメシリーズの好きなシーンや楽曲・アリーナツアー「5th EVENT ARENA TOUR GO BEYOND」の印象的なシーンや楽曲・好きなウマ娘とキャラクターソングをテーマにメッセージを募集し紹介。 また、放送中に第29回NHKマイルカップの発走時刻を迎えることから、総合テレビで放送の『NHK競馬中継』をスタジオのモニターで観戦（実況音声もそのまま放送）する企画も行われた。 |
| SP3    | 8月12日         | ぼっち・ざ・ろっく!       | 山本彩   | 青山吉能                                                                                                   | この回から事前収録による放送。 劇場総集編公開に合わせて、後藤ひとり役の青山とギタリストでもあるオーイシ・山本とで楽曲を語った。 また、山本による『僕のヒーローアカデミア』の推し語りも放送。 |

| 放送回 | 放送日          | 主に取り上げる作品                            | ゲスト | 内容・備考 |
| ------ | --------------- | --------------------------------------------- | --- | --- |
| 1      | 2024年 10月26日 | アイドルマスター シャイニーカラーズ           | 関根瞳、和久井優、田中有紀                                                                                    | この回よりNHKアナウンサーの浅田春奈がレギュラーサブMCに就任。 『シャイニーカラーズ』の魅力やライブ音源、ラジオ初放送の最新曲を紹介するとともに、翌2025年に20周年を迎える『アイドルマスターシリーズ』の推し楽曲をゲストの3人が語った。 |
| 2      | 11月30日        | ラブライブ!スーパースター!!                   | ペイトン尚未、薮島朱音、結那                                                                                  | 第3期が放送中の『スーパースター!!』を取り上げ、第1・2期を振り返るとともに、第3期の楽曲をフルサイズで放送。またゲストが推すシリーズ歴代楽曲も発表した。 |
| 3      | 12月31日        | Kalafina                                      | Kalafina（Wakana、Keiko、Hikaru）                                                                             | 本来放送される28日に『バイロイト音楽祭』の特集番組（『さまよえるオランダ人』）が編成されるため、大晦日に振り替えて放送。 この年10月に再集結し、2025年1月に復活ライブを行うKalafinaとその楽曲を特集。メンバー3人が揃ってラジオ番組に出演するのは6年ぶりとなる。 |
| 4      | 2025年 1月25日  | ラブライブ!蓮ノ空女学院スクールアイドルクラブ | 楡井希実、花宮初奈、櫻井陽菜                                                                                  | ゲストの3人と作品や楽曲の魅力について語るとともに、ゲストそれぞれが推すシリーズ歴代作品とその楽曲についても取り上げる。 |
| 5      | 2月22日         | ラブライブ!サンシャイン!!                     | 伊波杏樹、逢田梨香子、斉藤朱夏                                                                                | ゲストの3人と作品やAqoursの楽曲の魅力について語るとともに、ゲストが推すμ'sの楽曲についても取り上げる。 |
| 6      | 3月29日         | オーイシマサヨシ                              | 鈴木愛理（ゲストMC） Tom-H@ck、仲村宗悟                                                                       | オーイシの日本武道館ライブ当日に当たることから、オーイシが手掛けた楽曲を特集。鈴木愛理がゲストMCなのは、普段MCのオーイシがゲストとしての出演だからである。 |
| SP4    | 5月4日          | ウマ娘 プリティーダービー×天皇賞              | 高柳知葉、和泉風花、大空直美、田所あずさ、藤井康生 武豊（コメントゲスト）、髙木優吾（京都競馬場から中継出演） | 『ウマ娘』の作品全体及びそれを彩る楽曲を特集するとともに、この日が第171回天皇賞 (春)の開催日に当たることから前年に続いて『NHK競馬中継』とのコラボレーションを実施、3時間の生放送特番として放送。 同時期にテレビアニメが放送のスピンオフ作品『ウマ娘 シンデレラグレイ』も取り上げ、NHK在職時代にオグリキャップのラストランとなった第35回有馬記念の実況を担当した藤井を招いて話を聞いたほか、同レースでオグリキャップに騎乗した武からのコメントも紹介した。 また、当日実況担当の髙木が当日の京都競馬場の様子を紹介、レース開催時間には総合テレビで放送の中継放送をスタジオのモニターで観戦（実況音声もそのまま放送）する企画も行われた。 |